# Navia Dratp
Navia Dratp (jap. ナヴィア　ドラップ, Navia Dorappu, ausgesprochen nah-vii-ah drap) ist ein strategisches Brettspiel mit sammelbaren Figuren, das Ähnlichkeiten zu Schach oder Shōgi aufweist und von Bandai produziert wurde.

## Das Spiel
Bei Navia Dratp handelt es sich um ein Spiel mit perfekter Information. Jeder Spieler weiß zu jedem Zeitpunkt alles über den Stand des Spieles und kann hierauf aufbauend seine Strategie wählen.

### Regeln
Gespielt wird Navia Dratp auf einem Spielfeld von 7 mal 7 Feldern, auf welchem verschiedene Sonderfelder aufgedruckt sind. Diese Sonderfelder geben an, wo neue Figuren in das Spiel gebracht werden dürfen oder wo es besonders günstig ist Figuren aufzuwerten. Außerdem gibt es die Startposition der sogenannten Navia (einer Art König) vor.
Gespielt wird das Spiel mit verschiedenen Spielsteinen, die teilweise fest vorgegeben sind, teilweise aus einem Figurenpool ausgewählt werden können.
Jeder Spieler beginnt das Spiel mit sieben schwarzen Gulled-Spielsteinen und 2 roten Gulled-Steinen, die eine Art Bauer sind und deren Bewegung sogenannte Gyullas erzeugt, die für das Befördern von Spielfiguren ausgegeben werden können, oder dafür verschiedene Sonderfertigkeiten der Figuren zu nutzen. Wenn man es schafft mit ihnen über die letzte Linie des Feldes hinauszuziehen, kann man mit ihnen schon verlorene Figuren zurück in das Spiel bringen oder einen weiteren Bonus an Gyullas bekommen. Weiterhin besitzt jeder Spieler eine Navia. Die Navias selbst unterscheiden sich nur in ihrer Optik, haben jedoch stets die gleichen Spieleigenschaften.
Zu diesen festen Figuren gesellen sich sieben weitere Figuren, die sogenannten Maseitai. Diese sind nicht fest vorgegeben, sondern können vor jedem Spiel frei aus der eigenen Figurensammlung gewählt werden. Es darf allerdings kein Maseitai auf jeder Seite mehr als zweimal vorkommen.
Jeder Maseitai hat verschiedene Fähigkeiten wie z. B. verschiedene Arten sich zu bewegen, oder Sonderkräfte wie z. B. Figuren aus dem Spiel zu nehmen, oder sich an eine andere Stelle auf dem Feld zu teleportieren usw., die teilweise mit der Beförderung der Spielfigur verbessert werden können.
Die Maseitai selbst bestehen aus einer etwa 8 cm großen Plastikminiatur und einem davorgelagerten „Kompass“, der darstellt, wie sich die Figur bewegen kann und wie viel Gyullas es kostet sie zu befördern. Eine Beförderung wird angezeigt, indem dieser „Kompass“ um 180 Grad gedreht wird und dadurch die neuen Fähigkeiten der Spielfigur zeigt. Dieses Umdrehen wird als dratpen bezeichnet.
Die Spieler sind immer abwechselnd an der Reihe und haben verschiedene Zugmöglichkeiten zur Auswahl. 
Sie können entweder:
- Eine Spielfigur ziehen 

- Eine Spielfigur ziehen und diese dann befördern 

- Eine Spielfigur befördern 

- Einen Maseitai auf einem Beschwörungsfeld ins Spiel bringen 
Indem man eigene Figuren auf die Figuren des Gegners zieht, schlägt man diese und sie werden aus dem Spiel in den sog. Friedhof gestellt. Zusätzlich erhält man dadurch eine Belohnung in Form von
Gyullas.
Das Spiel kann auf mehrere Arten gewonnen werden:
- Ein Spieler schlägt die gegnerische Navia 

- Ein Spieler schafft ein Navia Dratp, d. h., er schafft es die Navia selbst zu befördern 

- Ein Spieler schafft ein Navia-Tor, d. h., die eigene Navia zieht über die letzte Linie des Gegners hinaus, wenn sie schon alle ihre Maseitai in das Spiel gebracht hat. 

- Ein Spieler gibt auf 

- Eine Navia wird dreimal nacheinander auf dieselbe Art und Weise Schach gesetzt und nie geschlagen. Dann gewinnt der Spieler, dessen Navia Schach gesetzt wurde.

## Produkte
Navia Dratp wurde von Bandai produziert und in Startern und Boostern verkauft. Zum Spielen wurden 2 Starter benötigt (ein blauer und ein roter Starter), die Booster enthielten neue Maseitai, aus denen man seine Spielfiguren wählen konnte. Das Spiel wurde mittlerweile eingestellt und es sind keine Erweiterungen mehr geplant.
Jeder Starter enthielt:
1 Navia-Figur (N - XX),
7 Maseitai Figuren (M - XX), 7 Gulled-Steine,
mehrere Guillas-Steine,
8 Figuren-Karten,
1 Spielbrett
Der rote Starter (Starter 1) enthielt:
N - 01 Estelle
M - 01 Troll

M - 02 Agunilyos 

M - 03 Hamulus Garuda 

M - 04 Garrison 

M - 05 Netol 

M - 06 Gundrill 

M - 07 Tiny Kiggoshi 
Der blaue Starter (Starter 2) enthielt:
N - 02 Debora
M - 08 Olip 

M - 09 Gilgame 

M - 10 Moses 

M - 11 Nebguard 

M - 12 Gyullas Turtle 

M - 13 Kapinah 

M - 14 Koma 
Weiterhin gab es in Asien Starter, die beide Sets beinhalteten, ebenso wie eine Spielmatte aus Kunstleder.
Jeder Booster enthielt:
3 zufällig eingepackte Figuren mit den zugehörigen Charakterkarten
Die erste Erweiterung „Unleashed Darkness“ fügte dem Spiel 17 neue Figuren hinzu:
N - 03 Io 

N - 04 Krra 
M - 15 Schmidt 

M - 16 Matogayu 

M - 17 Midrah 

M - 18 Kanaba 

M - 19 Sungyullas 

M - 20 Tanhoizer 

M - 21 Kanimizo 

M - 22 Billpentod 

M - 23 Hansa 

M - 24 Kapinahs 

M - 25 Odd DD 

M - 26 Coydrocomp 

M - 27 Nemchant 

M - 28 Lord Kiggoshi 

M - 29 Chugyullas 
Die zweite Erweiterung „Resurgence“ fügte dem Spiel weitere 17 Figuren hinzu, sowie verschiedene alte Figuren, die in einer neuen Ausführung (z. B. transparentem Plastik) enthalten waren.
N - 05 Chakrapicky 

N - 06 Hillgao 
M - 30 Chakrabat 

M - 31 Papillonera 

M - 32 Tagu 

M - 33 Viskunmateus 

M - 34 Laynard 

M - 35 Nergalgamesh 

M - 36 Kairas 

M - 37 Ghoramedusa 

M - 38 Gyullasbon 

M - 39 Wishborn 

M - 40 Peojin 

M - 41 Neso 

M - 42 Gilgame III 

M - 43 Oriondober 

M - 44 Sabageo 
Weiterhin gab es eine auf 300 Stück limitierte neue Navia N-007 „Persephone“, die man unter bestimmten Umständen von Bandai bekommen konnte.